# Сабадчапаток
Сабадчапаток (Szabadcsapatok, іноді його називають Szabadság csórpo, українською «вільні відділи» або «визвольні загони») — угорські воєнізовані формування, що діяли в 1938 і 1939 роках, створені з метою дестабілізації ситуації на чехословацькому кордоні шляхом збройних вторгнень на територію Чехословаччини і диверсій.

## Склад підрозділів
Загони були сформовані на півночі Угорщини протягом 1938 року під час політичної кризи в Чехословаччині. Згідно з висновками чехословацької влади, підрозділи були розбиті на групи приблизно по 250—260 осіб. Це були добровольці, переважно з інтелігенції. Перед вступом до групи кожен претендент проходив медичний огляд, приймалися тільки здорові та фізично підготовлені чоловіки. Вони були озброєні гвинтівками і кулеметами, а також кожній групі приділялося дві гармати.

## Активність
Перше розгортання військ для Збройних рейдів по території Чехословаччини відбулося в жовтні 1938 року. У період з 6 по 11 жовтня відбулася серія рейдів в районі Берегово в Карпатській Україні. Внаслідок чого було вбито двох громадян Чехословаччини. У Ніч з 13 на 14 жовтня угорські солдати атакують залізничну станцію Краловський Хлумець і вбивають офіцера фінансової гвардії. 22 жовтня в зіткненнях з бойовиками в Середнє був убитий жандарм і ще троє поранені. терористи які втекли в Польщі. Ще один напад на Карпатську Україну стався 27 жовтня в Косино 1 листопада внаслідок переходу до Чехословаччини 12 озброєних людей з Кузьмиці.
Після оголошення арбітражного рішення війська були використані для забезпечення виконання арбітражних положень та для фізичного придушення та залякування словацького та русинського населення. Бойовики сабадчапатока проводили шкідливу діяльність до розпаду Чехо-Словаччини і в березні 1939 року не дотримувалися узгодженої демаркаційної лінії після Віденського арбітражу. Ці дії мали на меті створити враження, що населення Підкарпатської Русі повстає проти чехословацького уряду.

### Зовнішні посилання
- Акції Сабадчапатока